# Malachias Schmeger
Malachias Schmeger OCist (* 20. Februar 1753 in Rodingersdorf; † 16. Februar 1826 in Lilienfeld) war Zisterzienser und von 1819 bis 1825 der 57. Abt des Zisterzienserstiftes Lilienfeld.

## Leben
Schmeger trat am 20. November 1774 als Novize in das Stift Lilienfeld ein, legte am 23. Februar 1777 die Ordensgelübde ab und empfing 1778 die Priesterweihe.
Zunächst war er Kooperator im Stift, ab 1780 in Unterretzbach, ab 1782 in Lilienfeld und ab 1784 wieder in Unterretzbach. Nachdem Kaiser Joseph II. 1789 das Stift wegen großer Schulden des Stiftes aufheben hatte lassen und sein Nachfolger Kaiser Leopold II. ein Jahr später die Wiedererrichtung veranlasst hatte, trat Schmeger 1790 wieder in das Kloster ein. Er blieb zunächst aber auf seiner Pfarrstelle, bis er am 4. Oktober 1793 mit dem Amt des Stiftsökonomen betraut wurde. Im Jahre 1795 erfolgte seine Ernennung zum Prior, Waldmeister und Pfarrvikar in Lilienfeld. 1797 übernahm er wieder die Stelle des Pfarrers in Unterretzbach und wurde dort 1811 Vizedechant und 1818 Dechant.
Am 4. August 1819 wurde Schmeger zum Abt gewählt und am 10. August 1819 benediziert.
Seine Wahl zum Abt erfolgte nicht zuletzt aus Dankbarkeit für die finanzielle Unterstützung, die er zum Wiederaufbau der Stiftsgebäude nach dem Brand von 1810 geleistet hatte. Durch gute Weinwirtschaft in Unterretzbach hatte er dafür 36.000 Gulden aufgebracht. Seinen Verdiensten um den Wiederaufbau stand der gescheiterte Versuch gegenüber, die Ordensdisziplin zu heben und das gemeinsame Chorgebet in der Zeit des nachjosephinischen Staatskirchentums wieder einzuführen. Die wichtigste Aufgabe der Stiftsmitglieder blieb die Pfarrseelsorge.
Schmeger starb nach sechs Jahren im Amt und wurde auf dem Ortsfriedhof in Lilienfeld bestattet.